# Мао Аньин

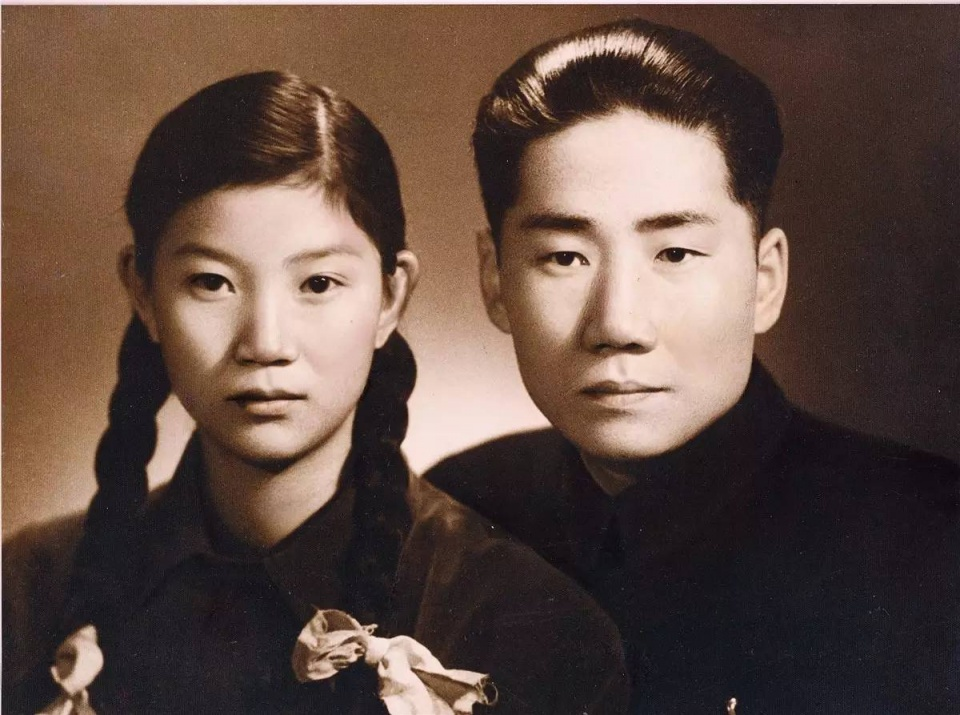
Мао Аньин с женой Лю Сунлинь

Мао Аньи́н (кит. упр. 毛岸英, пиньинь Máo Ànyīng, рус. Сергей Зедонович Мао; 24 октября 1922 — 25 ноября 1950) — сын председателя Коммунистической партии Китая Мао Цзэдуна от его второй жены Ян Кайхуэй.

## Биография
Родился в американском госпитале в городе Чанша (провинция Хунань). Его мать, вторая жена Мао Цзэдуна — Ян Кайхуэй, была убита гоминьдановцами в 1930 году. После этого Аньин вместе со своими братьями  Аньцином и Аньлуном бежали в Шанхай, где жили в отрыве от отца, бродяжничали. В 1936 году Аньин отправился на учёбу в ивановский Интердом, где учился русскому языку. В СССР у него было имя Серёжа.
В 1942 году Аньин написал три письма Сталину с просьбой отправить его на фронт. Вот текст одного из них:
«„Дорогой товарищ Сталин! Я — китайский юноша. В руководимой Вами Стране Советов проучился 5 лет. СССР я люблю так же, как люблю Китай. Я не могу смотреть, как германские фашисты топчут Вашу страну. Я хочу мстить за миллионы убитых советских людей. Я полон решимости идти на фронт. Пожалуйста, поддержите мою просьбу“. Автор — Мао Аньин (Серёжа), дата — май 1942 года.»
Письма остались без ответа, но Аньину благодаря случайности всё же удалось попасть на курсы сержантского состава. В дальнейшем учился в Военно-политической академии им. Ленина в Москве и в Военной академии им. Фрунзе.
В январе 1943 года стал членом ВКП(б).
Получил звание лейтенанта и был назначен замполитом танковой роты. Был отправлен на 2-й Белорусский фронт. Однако непосредственно на поле боя его так и не пустили.
После войны поступил на учёбу в Московский институт востоковедения (китайское отделение).
Перед отъездом домой по воле отца, был принят Сталиным, получив от него на память пистолет.
В январе 1946 года Аньин вернулся в Китай и вступил в КПК. В 1949 году женился на Лю Сыци (1930—2022).
В октябре 1950 года Китай вступил в Корейскую войну. Аньин служил переводчиком в штабе командующего войсками Китайских народных добровольцев (КНД) Пэн Дэхуая. 25 октября он пересёк пограничную реку Ялу. Ровно через месяц, 25 ноября 1950 года, генерал-майор НОАК Мао Аньин погиб во время налёта американских бомбардировщиков B-26. Мао Цзэдуну было сообщено о смерти сына только в январе 1951 года. Жена узнала о его гибели только через 3 года.

25 ноября 1950 года американский самолёт сбросил напалмовые бомбы на штабное помещение, где в тот момент находился Сергей, переводчик генерала Пэн Дэхуая, командовавшего частями китайских народных добровольцев.
"В новом помещении Генерального штаба китайских народных добровольцев стояла тишина, полная скорби и гнева, — пишет Ли Минь. — От такой тишины перехватывало дыхание, застывала кровь в жилах. Пэн Дэхуай, навалясь на небольшой квадратный стол, составлял телеграмму: «Сегодня во время вражеского налёта на штаб китайских народных добровольцев погиб товарищ Мао Аньин».
— Председатель, я не уберёг Аньина, это моя вина. Прошу наказать меня, — сказал Пэн Дэхуай по прибытии в Пекин. Последовавший ответ Мао сопоставим с реакцией Сталина на предложение обменять его пленённого сына Якова на Паулюса: мол, он «лейтенантов на фельдмаршалов не меняет».

— Погиб простой боец, — заявил Мао, — и не надо делать из этого особое событие только потому, что это — мой сын. Неужели оттого, что он — мой сын, сын Председателя партии, он не может погибнуть во имя общего дела народов Китая и Кореи!
Сын председателя Мао Цзэдуна похоронен в КНДР, в уезде Хвэчхан вместе с другими павшими китайскими народными добровольцами. Его могила чтится корейцами.

## Память
По случаю 60-й годовщины участия китайских народных добровольцев в Корейской войне скульптура «Товарищ Мао Аньин», автором которой является заслуженный художник КНДР Ли Ир Мен, попала в коллекцию Военного музея китайской народной революции. 
Скульптура высечена из белого мрамора. Она приобретена пекинской аукционной компанией «Цзихуа Чуньцю» и подарена Военному музею китайской народной революции. На церемонии передачи скульптуры присутствовали 15 ветеранов, участвовавших в Войне сопротивления американской агрессии и оказания помощи корейскому народу.
Присутствует в качестве одного из действующих лиц в фильме «Битва при Чосинском водохранилище».